# Équipe du Paraguay masculine de handball
Dernière mise à jour : 17 mai 2020.
L'équipe du Paraguay masculine de handball représente le Paraguay lors des compétitions internationales de handball.

## Palmarès

### Championnat panaméricain
- 1981 : 6e
- 1994 : 6e
- 2002 : 6e
- 2012 : 6e
- 2016 : 12e
- 2018 : 11e

### Jeux panaméricains
- 1995 : 7e

### Championnat d'Amérique du Sud et centrale
- 2020 : 5e